# Hemimeris gracilis
Hemimeris gracilis är en flenörtsväxtart som beskrevs av Rudolf Schlechter. Hemimeris gracilis ingår i släktet Hemimeris och familjen flenörtsväxter. Inga underarter finns listade i Catalogue of Life.